# Saint-Vincent-sur-Jard
 Saint-Vincent-sur-Jard  es una población y comuna francesa, en la región de Países del Loira, departamento de Vendée, en el distrito de Les Sables-d'Olonne y cantón de Talmont-Saint-Hilaire.

## Demografía
| 467 | 457 | 452 | 528 | 658 | 871 |
| Para los censos de 1962 a 1999 la población legal corresponde a la población sin duplicidades (Fuente: INSEE [Consultar]) |     |     |     |     |     |